# Рудаки
Абу́ Абдулла́х Джафа́р ибн Муха́ммад Рудаки́ (перс. ابو عبد الله رودکی‎; 859, Панджруд, Саманидское государство — 941, Панджруд, Саманидское государство) — персидский поэт, певец, основоположник персидской литературы. Один из первых известных персидских поэтов, начавший сочинять стихи на новоперсидском языке. Считается «отцом персидской поэзии», который стоял у истоков литературы на этом языке. По преданию, сложил около 180 тыс. бейтов, из которых дошло около 1 тыс. Целиком сохранились 2 касыды («Мать вина» и «О старости») и около 40 рубаи. В Иране Рудаки признан «основателем новой персидской поэзии», а в Таджикистане — «отцом таджикской литературы».

## Жизненный путь

### Имя и кунья
Ас-Сам'ани, а вслед за ним Ахмад аль-Манини, в качестве имени и куньи поэта называет «Абу Абдуллах Джа'фар ибн Мухаммад ибн Хаким ибн Абду-р-Рахман ибн Адам ар-Рудаки, поэт Самаркандский». Такая тенденция, но порой с некоторыми опущениями, сохранятся до XV века. Начиная же с XV века, источники приводят иную кунью поэта. Так, по Даулатшаху Самарканди его звали «Устад Абу-ль-Хасан Рудаки». Валих Дагистани пишет: «Его собственное имя — Абдуллах, а кунья — Абу Джа‘фар и Абу-ль-Хасан». Риза Кули-хан не смог разрешить этот вопрос и написал: «Его имя собственное Мухаммад, кунья — Абу-ль-Хасан. Некоторые считают его именем Абдуллах, другие же считают его куньей Абу Абдуллах, а именем Джа‘фар ибн Мухаммад».

### Рождение
О жизни и деятельности Рудаки известно довольно мало. Единственным источником, сообщающим о раннем периоде жизни, является «Лубаб аль-албаб» («Сердцевина сердец»). Дату рождения Рудаки источники не сообщают. Исследователи, исходя из года смерти поэта и из отдельных его высказываний, делали относительно неё разные предположения. Европейские авторы называли датой рождения начало второй половины III в. х./865 г. (H. Ethe), ок. 880 г. (Pizzi, W. Jackson), четвёртая четверть IX в. (Ch. Pickering) и конец IX в. (F. F. Arbuthnot). По мнению А. Крымского Рудаки родился в то время, когда Бухара перешла из рук Саффаридов в руки Саманидов (874 г.); Е. Э. Бертельс указывал в качестве даты 855—860 гг.; А. Дехоти и М. Занд — 850—860; Мирзозода — 858; И. С. Брагинский — 50-е гг. IX в.; А. М. Мирзоев — начало второй половины IX в.; С. Нафиси — ок. 873—874 г. или в середине III в. х./ок. 864—865 гг. III в. х..
Место его рождения до 1940 года не было известно. По мнению одних родиной Рудаки являлась Бухара, другие считали Самарканд, третьи — селение Панджруд. На основе письменных свидетельств и общения с местными жителями, крупнейший таджикский писатель и литературовед Садриддин Айни пришёл к заключению, что родиной поэта является селение Рудак. Ему же удалось установить место захоронения поэта в кишлаке Панджруд. К какому социальному классу принадлежала семья Рудаки неизвестно. Но из одного бейта вытекает, что поэт был выходцем из низов и что ему пришлось претерпеть трудности:
[Носил] я чарыки, [ездил] на осле, а теперь достиг того,

Что признаю китайские сапоги и арабского коня.
А. Т. Тагирджанов полагает, что отец поэта либо принадлежал к духовенству, либо был образованным человеком. Останавливая своё внимание на том, что к восьмилетнему возрасту Рудаки знал наизусть Коран, он высказывает предположение, что учить священную книгу поэт начал с 5-6 лет, поскольку выучить наизусть книгу на неизвестном языке «дело довольно сложное». По всей вероятности, необходимо было ежедневно по несколько часов читать ему, а делать это могли как родители ребёнка, так и кто-нибудь из жителей селения или его имам.

### Гипотеза о слепоте Рудаки

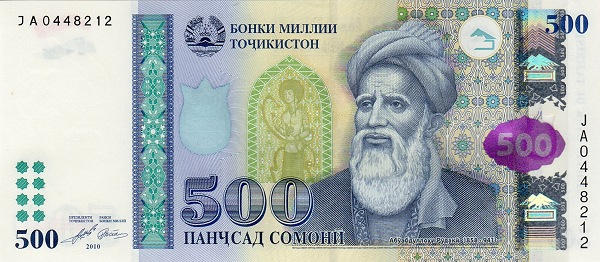
500 таджикских сомони с изображением Рудаки

Начиная с конца X века в литературе встречаются утверждения, что Рудаки был слеп от рождения. По сообщению писателя и учёного конца XII — начала XIII вв. Мухаммада Ауфи, отмечавшего врождённую слепоту поэта, «он был настолько способный и восприимчивый, что в восемь лет выучил наизусть весь Коран и научился читать, стал сочинять стихи и высказывать глубокие мысли». Вслед за М. Ауфи его высказывания повторяли авторы последующих антологий. Этого же мнения вплоть до 1958 года придерживались многие советские исследователи творчества Рудаки. Впервые усомнился в этом H. Ethe, а вслед за ним J. Darmesteter, I. Pizzi, E. Browne, W. Jackson и А. Крымский.
Французский ориенталист Дж. Дармстетер, не отрицая слепоту поэта, в то же время замечает, что «взор Рудаки видел так ясно, что порою мы подвергаем сомнению правдивость легенды, ибо неожиданно крупную роль играют краски в тех стихотворениях, которые от него остались… и нам кажется, что он слишком забывает свою слепоту». Х. М. Мирзо-заде обращает внимание на то, что если поэт был слепым от рождения, то представляется маловероятным, чтоб его принял в качестве придворного поэта двор Саманидов. Более того, он отмечает, что из реалистических описаний в произведениях Рудаки следует, что «это был поэт, который имел возможность наблюдать жизненные явления своими собственными глазами». По мнению видного советского антрополога М. М. Герасимова, восстановивший скульптурный портрет поэта по его останкам, Рудаки был ослеплён в зрелом возрасте: ему были выжжены глаза. Анализируя состояние скелета Рудаки, он находит, что «Рудаки ослеплён куском раскалённого железа», причём «глазное яблоко не поражено и, вероятно, даже не деформировано». Поскольку никаких признаков, являвшихся следствием удаления глаз, не обнаружено, М. М. Герасимов считал, что Рудаки был ослеплён «только снаружи посредством ожога».

### При дворе Саманидов
По предположению Х. М. Мирзозода Рудаки, покинув родное селение, направился в Самарканд — главный город долины Заравшан, являвшийся вторым центром политической, экономической, научной и литературной жизни саманидского государства X века. Он обращает внимание на то, что Рудаки владел арабским языком, «который можно было изучить только в духовных школах больших центров…». С. Нафиси считает, что Рудаки отправился в Бухару из самаркандского Рудака. В одном из своих стихотворений Рудаки говорит, что он прибыл в Бухару уже зрелым поэтом и состоятельным человеком:
Слуга твой с далёкого пути, на коне, юным и богатым

Прибыл к тебе, о благе твоём помышляя, блага тебе желая.
По сообщению Сам'ани Рудаки передавал хадисы со слов кадия Самарканда Исмаила ибн Мухаммада ибн Аслама и его учителя Абдаллаха ибн Абу Хамзы Самарканди. Отсюда С. Нафиси делает вывод, что Рудаки, до того как отправиться в Бухару, прибыл в Самарканд учиться и изучал тут хадисы у кадия города.
Когда Рудаки был привлечён ко двору Саманидов, неизвестно. Все источники сходятся на том, что он был современником саманидского эмира Насра ибн Ахмеда, правившего в 913—943 гг.. А. Крымский, С. Нафиси, М. И. Занд и А. М. Мирзоев предположили, что поэт оказался при саманидском дворе в 890-х гг., ещё в правление Исмаила Самани. Обстоятельства привлечение Рудаки ко двору эмира Насра ибн Ахмада также неизвестны. По рассказу Ауфи поэт баснословно разбогател при его дворе: «Эмир Наср ибн Ахмад Саманид был правителем Хорасана, он очень приблизил его (то есть Рудаки — прим.) к своей особе, так что дела его пошли в гору, а богатства и сокровища достигли предела. Говорят, что у него было двести рабов, четыреста верблюдов бывало в его караване. После него ни у одного поэта не было такого могущества и счастья».

## Творчество
Рудаки пользовался расположением эмира Насра II. В течение нескольких десятилетий возглавлял плеяду поэтов при дворе саманидских правителей Бухары; имел богатство и славу.
Рудаки был довольно плодовитым автором. Он писал поэмы, касыды, газели, рубаи, лугз (или чистан), кит’а и др. По преданиям от него дошло более 130 тыс. двустиший; другая версия — 1300 тыс. — неправдоподобна. По сообщению Ауфи, произведения Рудаки составляют сто тетрадей.
Рудаки считается основателем персидской литературы, родоначальником поэзии на фарси. Рано прославился как певец и музыкант-рапсод, а также как поэт. Получил хорошее схоластическое образование, хорошо знал арабский язык, а также Коран. Факт слепости Рудаки от рождения опровергает советский учёный Михаил Герасимов, автор методики восстановления внешнего облика человека на основе скелетных остатков, утверждая, что ослепление наступило не ранее 60 лет. Иранский учёный Саид Нафиси, который утверждает, что Рудаки и саманидский эмир Наср были исмаилитами и в 940 году было большое восстание против исмаилитов. По совету визиря, который ненавидел Рудаки, Наср приказал ослепить поэта и конфисковать его имущество. После того, как другой придворный поэт, ранее завидовавший Рудаки, пристыдил его словами: «В истории ты запомнишься как правитель, ослепивший великого поэта», Наср, сильно пожалев о содеянном, велел казнить визиря и щедро одарить Рудаки, но поэт отказался от щедрых даров и умер в нищете в родной деревне Панджруд. В 1958 году на месте предполагаемой могилы поэта был воздвигнут мавзолей.
Из литературного наследия Рудаки дошла до нас едва лишь тысяча двустиший. Целиком сохранились касыда «Мать вина» (933 год), автобиографическая касыда «Жалоба на старость», а также около 40 четверостиший (рубаи)). Остальное — фрагменты произведений панегирического, лирического и философско-дидактического содержания, в том числе отрывки из поэмы «Калила и Димна» (перевод с арабского, 932), и пяти других поэм.
Наряду с хвалебной и анакреонтической темами в стихах Рудаки звучит вера в силу человеческого разума, призыв к знанию, добродетели, активному воздействию на жизнь. Простота поэтических средств, доступность и яркость образов в поэзии Рудаки и его современников характеризуют созданный ими хорасанский стиль, сохранявшийся до конца XII века.

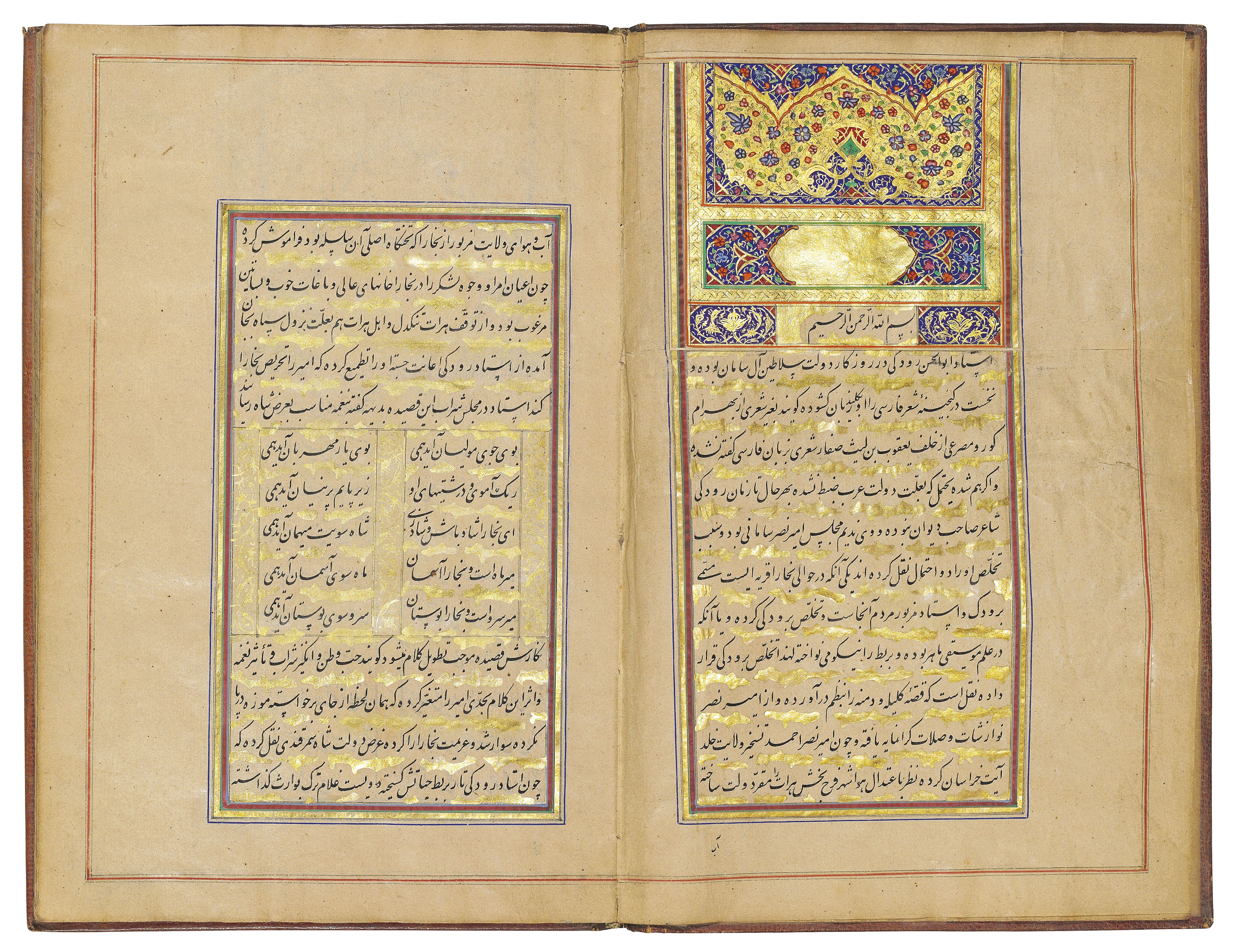
Стихи Рудаки в персидской рукописи, созданной в Каджарском Иране. Датировано 1866 годом.

### Касыда «Мать вина»
(Из послания, приложенного к дарственному кувшину с вином)
| - Сначала мать вина приносим в жертву мы, - Потом само дитя ввергаем в мрак тюрьмы. - Немыслимо дитя у матери отнять, - Покуда не убьешь и не растопчешь мать. - Но мудрость нам велит (ее закон блюди!) - Дитя не отнимать до срока от груди. - Семь месяцев ему питаться молоком - Со дня, как расцвели цветы весны кругом. - Когда же осени обильной минут дни, - Сажай дитя в тюрьму, а мать его казни. - И вот в узилище дитя заключено. - Семь дней, смятенное, безмолвствует оно; - Потом опомнится — припомнит боль обид, - Из глубины души застонет, закипит - И шумно прянет вверх, подняв протяжный вой, - И снова вниз и вверх — о стены головой. - В плавильне золото, когда кипит оно, - Не так свирепствует, как пленное вино. - Но пена наконец, как бешеный верблюд, - Взъярилась, вздыбилась и облила сосуд. - Тюремщик, пену снять! Настал заветный срок. - Исчезли муть и мгла — и светел красный сок. | - Кипенья больше нет, — недвижность и покой! - Но укрощенное ты бережно закрой. - Вино очищено, и свет играет в нем, - И каждый род его другим горит огнем. - Как йеменский самоцвет, багров один, - Другому пурпур дал пылающий рубин. - Одни — весенних роз дыхание струят, - Другие — мускуса иль амбры аромат. - Итак — сосуд закрыт. Пусть минет Новый год, - Пускай апрель придет и полпути пройдет, — - Тогда в полночный час раскупори сосуд: - Как солнце яркое, струи вина блеснут. - И трус, его вкусив, внезапно станет смел, - Румяным станет тот, кто бледен был как мел. - Кто осушил его, возвеселится тот, - Свой разум оградив от скорби и забот, - И новой радости изведает прилив, - Десятилетние печали заглушив. - И если выдержан годами пьяный сок - И не дерзнул никто отпить хотя б глоток, — - Пир будет царственный. Укрась цветами стол, - Чтоб он жасминами меж роз и лилий цвел. | - Преобрази твой дом в сияющий эдем, - Такое зрелище не видано никем. - Парча и золото, ковры, сплетенья трав, - Обилье многих яств — на всякий вкус и нрав. - Ковры цветные здесь, там чанг, а там барбут. - Там ноги стройные влюбленный взор влекут. - Эмиры — первый ряд, и Балъами средь них; - Азаты — ряд второй, средь них — дехкан Салих. - На троне выше всех сидит, возглавив пир, - Сам Хорасана царь, эмиров всех эмир. - И тюрок тысячи вокруг царя стоят, - Как полная луна, сверкает их наряд, - Пурпурный, как вино, румянец на щеках, - И волосы, как хмель, в душистых завитках. - И кравчий за столом красив, приветлив, юн, - Отец его — хакан и мать его — хатун. - Кипучий сок разлит, и царь внезапно встал - И, тюрком поданный, смеясь, берет фиал. - И возглашает царь с улыбкой на устах: - «Тебе во здравье пьем, о Сеистана шах!» - (Перевод Вильгельма Левика) |

## Почитание Рудаки в Таджикистане
В честь Рудаки в Таджикистане названы районы, проспекты, улицы и населённые пункты. В Душанбе был построен городской сад «Боги Рудаки». Памятник Рудаки на проспекте назван в честь нескольких государственных учреждений. Тысячи экземпляров книг и изданий о творчестве Рудаки регулярно публикуются каждый год. 22 сентября отмечается День Рудаки.

## Память
- Центральный проспект столицы Таджикистана — Душанбе носит имя Рудаки.
- На предполагаемой могиле Рудаки в его родном селении сооружен мавзолей.
- В 1958 году в Пенджикенте (Таджикистан) был основан Республиканский историко-краеведческий музей имени Рудаки.
- В честь Рудаки назван кратер на планете Меркурий.
- В Узбекистане в городе Самарканде в 2009 году в сквере, расположенном по улице Мустакиллик, был установлен памятник Рудаки работы Народного художника Узбекистана скульптора Д. Т. Миртаджиева.
- Один из проспектов Самарканда назван в честь Рудаки.
- Одна из улиц в Алма-Ате в Казахстане названа его именем.
- «Судьба поэта» — фильм о судьбе Рудаки киностудии «Таджикфильм» 1959 года
- В 1958 году была выпущена почтовая марка СССР, посвященная Рудаки.
- Портрет Рудаки изображён на банкноте 500 сомони образца 2010 года
- Имя носил Областной государственный театр музыкальной комедии имени (Хорог)
- Имя было присвоено Таджикской государственной филармонии
- Оперный театр имени Рудаки (Тегеран, Иран)
- В городе Дербенте в честь поэта названа одна из улиц частного сектора
- В 2013 году премии «Русский Букер»[31] и «Студенческий Букер»[32] получил писатель Андрей Волос за роман «Возвращение в Панджруд», главным героем которого является Рудаки.

|                                   |                                                     |                               |
| Мавзолей Рудаки после реставрации | Памятник Рудаки в Душанбе. Автор: Фуад Абдурахманов | Памятник Рудаки в Истаравшане |

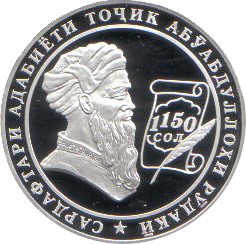
Памятная монета, посвящённая 1150-летию Рудаки, 2008 год
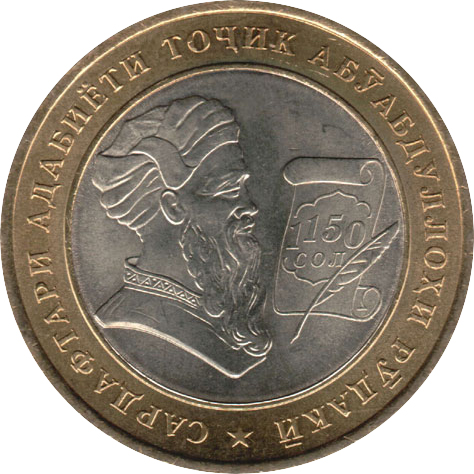
Памятная монета, посвящённая 1150-летию Рудаки, 2008 год
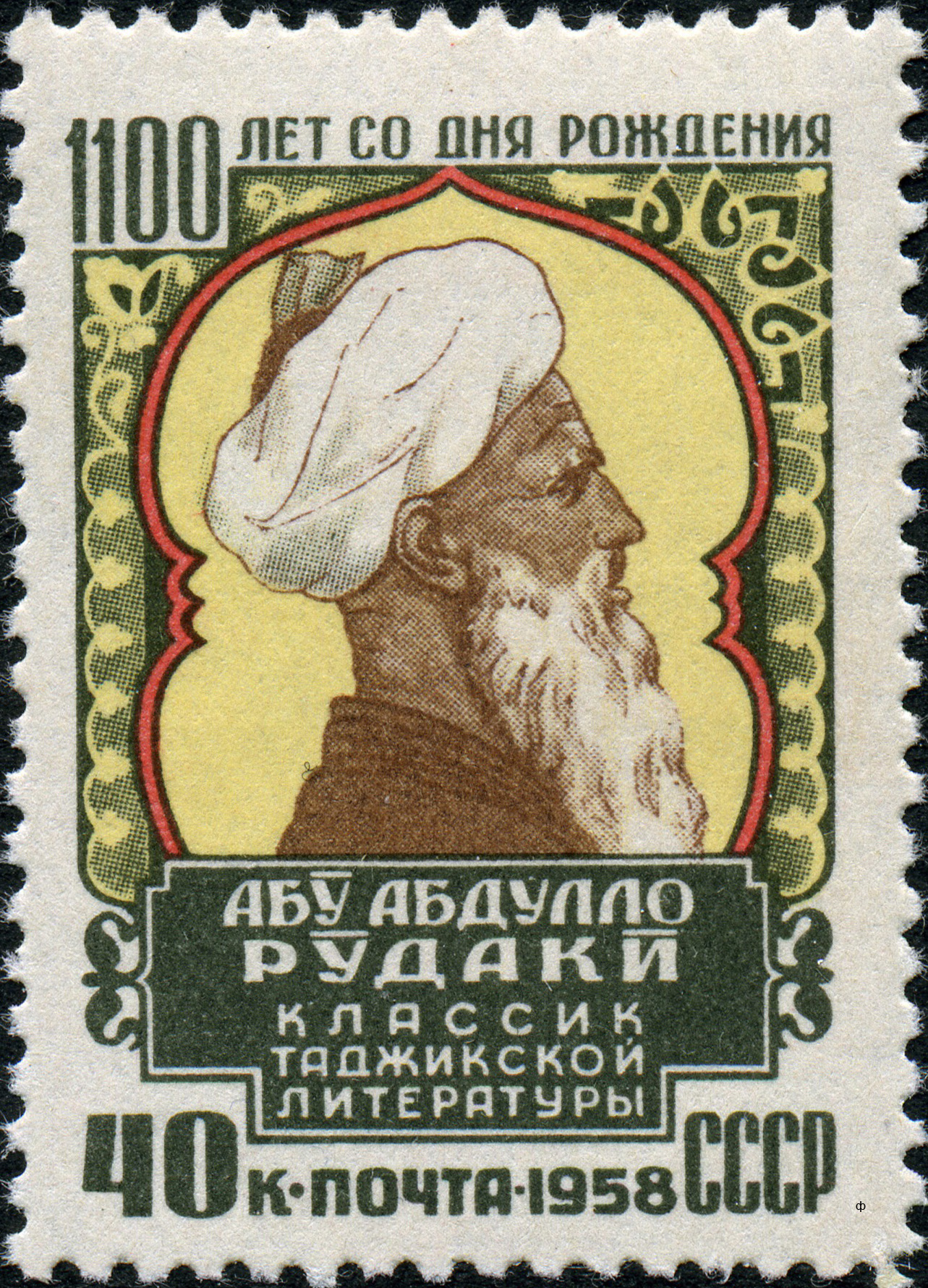
Почтовая марка СССР, 1958 год
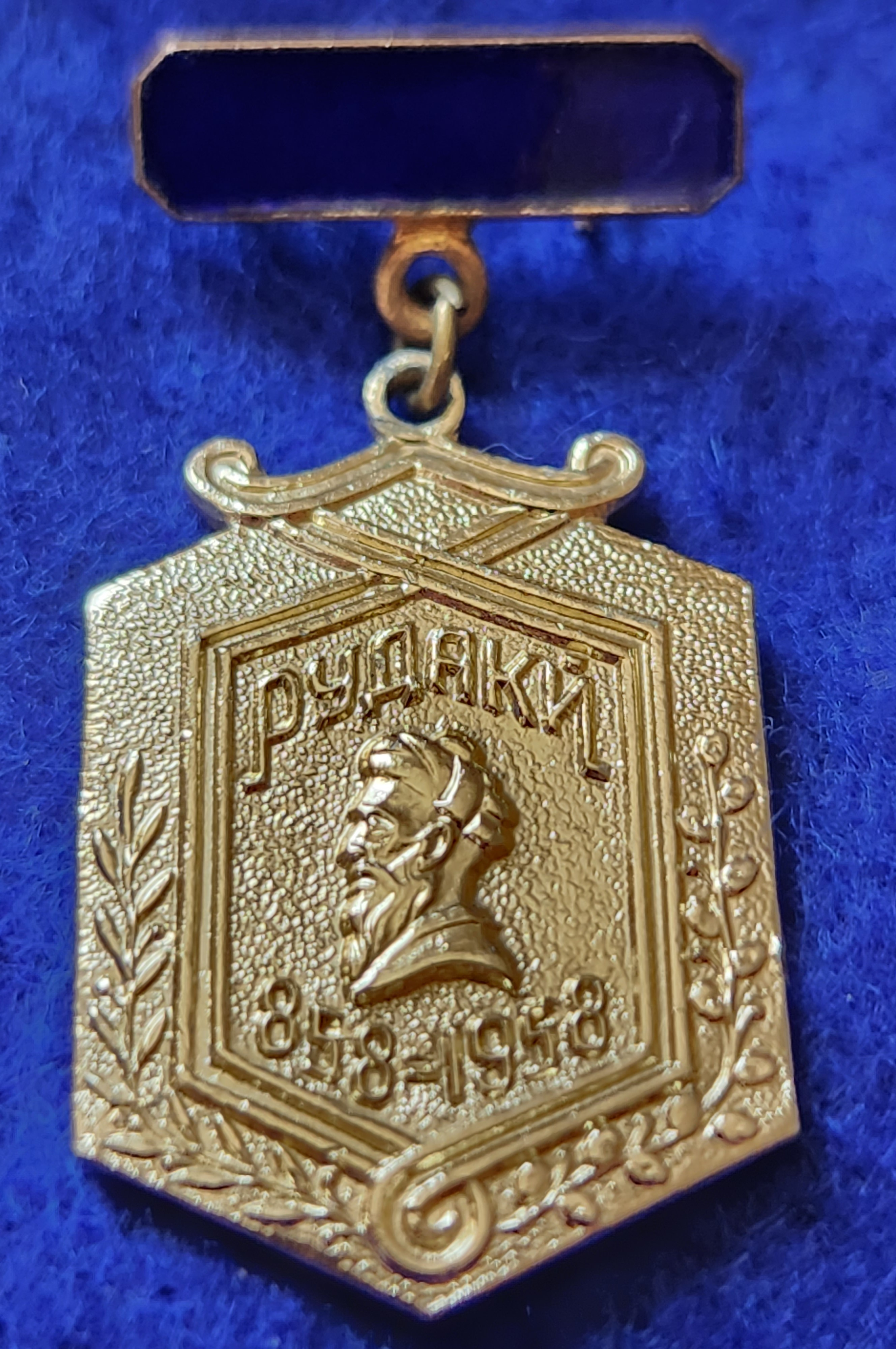
Рудаки 858-1958 значок юбилейный

## Галерея

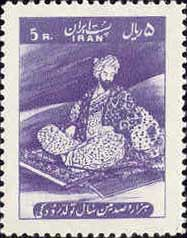
Рудаки на почтовой марке Ирана, посвящённой его 1100-летию
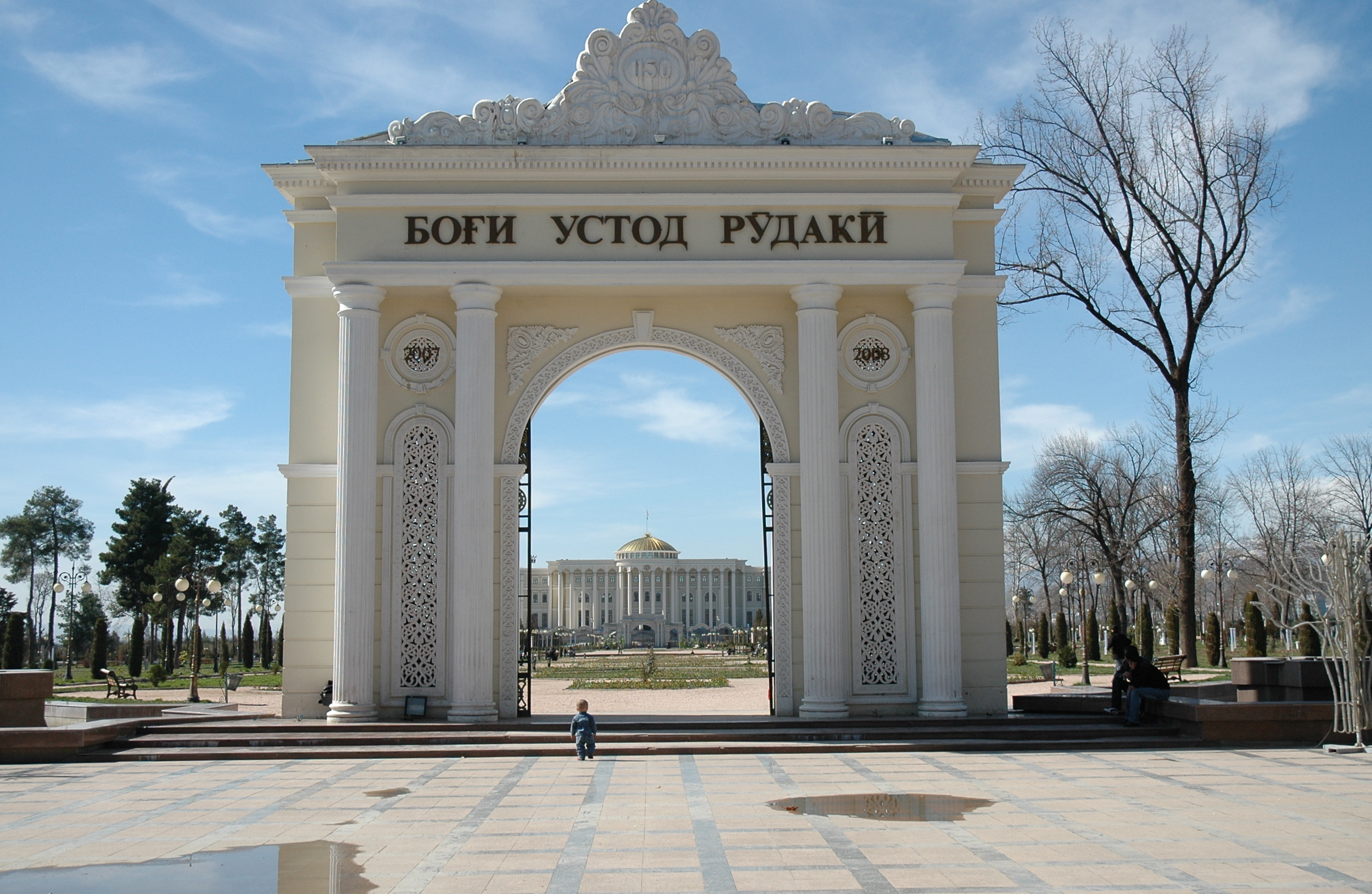
Вход в городской сад «Боги Рудаки» в Душанбе
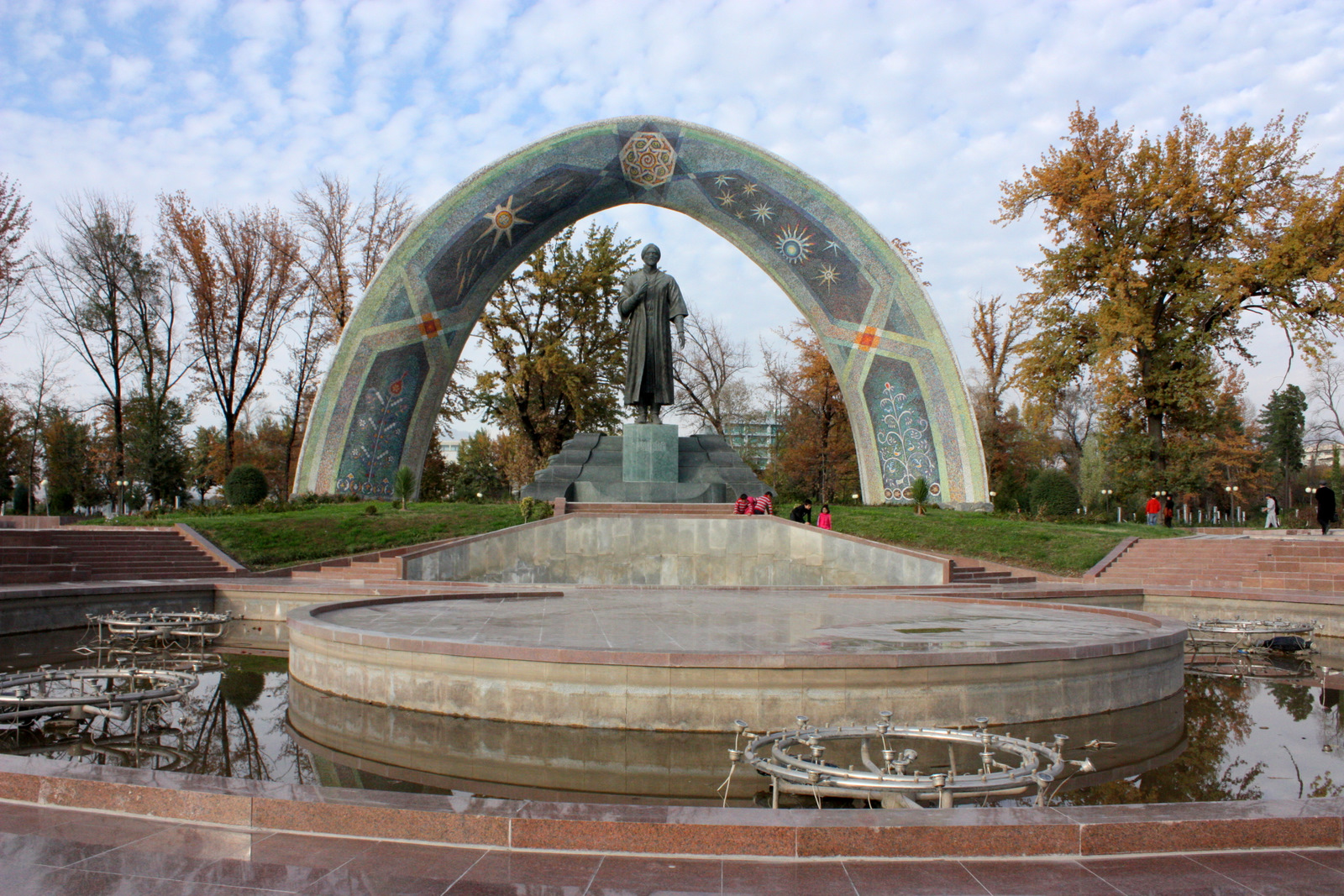
Комплекс Рудаки в Душанбе
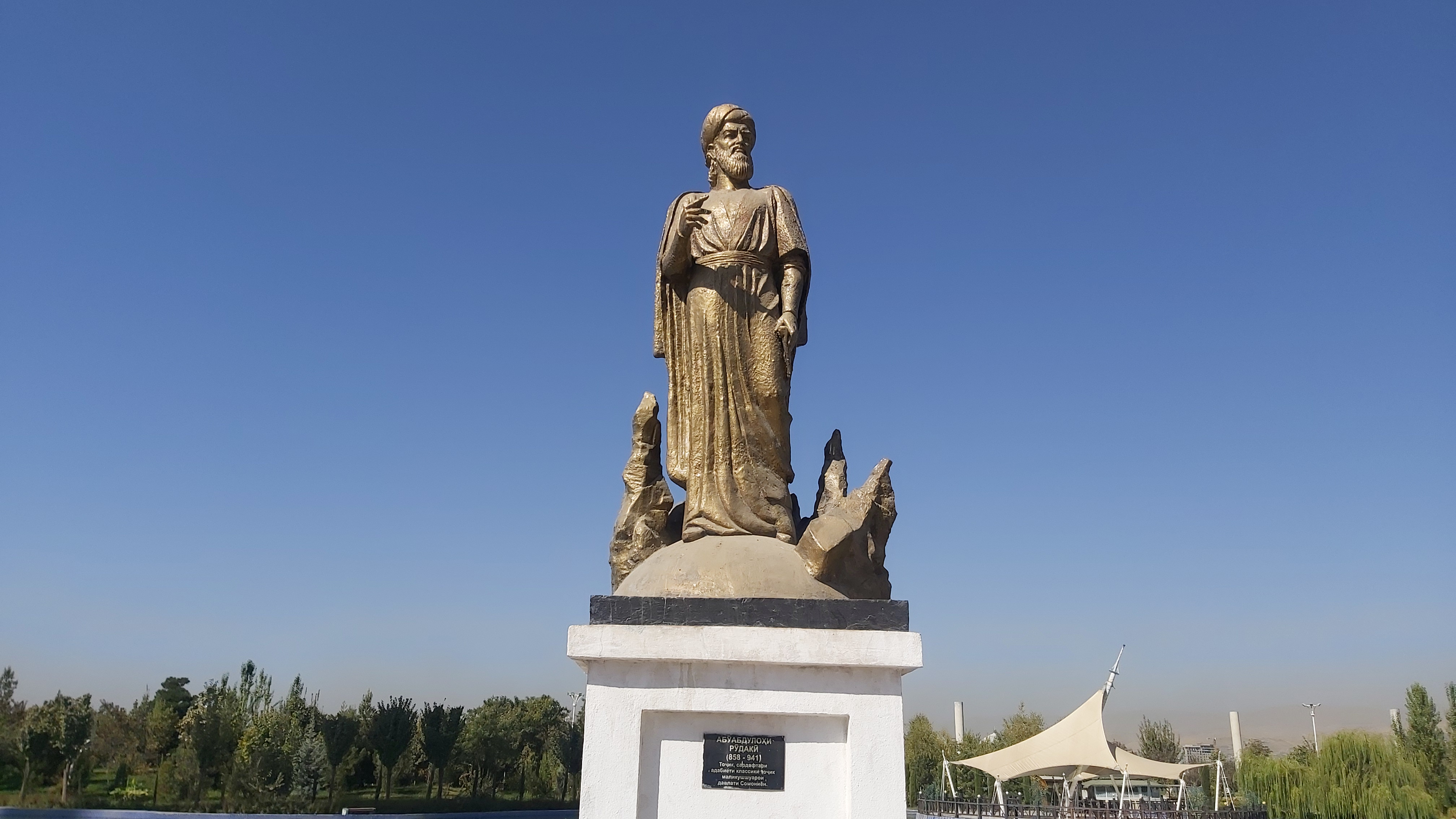
Памятник Рудаки, установлен в парке Национального флага (тадж. Боғи парчами Миллӣ). Душанбе, Таджикистан.